# Hải Phúc
Hải Phúc là một xã cũ thuộc huyện Hải Hậu, tỉnh Nam Định, Việt Nam.

## Địa lý
Xã Hải Phúc nằm ở phía đông nam huyện Hải Hậu, cách trung tâm thành phố Nam Định 32 km, có vị trí địa lý:
- Phía đông giáp huyện Giao Thủy
- Phía tây giáp xã Hải Hà
- Phía nam giáp xã Hải Lộc
- Phía bắc giáp xã Hải Nam.

Xã Hải Phúc có diện tích 6,74 km², dân số năm 2022 là 7.541 người, mật độ dân số đạt 1.118 người/km².

## Hành chính
Xã Hải Phúc được chia thành 5 xóm: Chùa, Phú Hải, Phượng Đông 1, Phượng Đông 2, Thượng Phúc, Trung Tự.

## Kinh tế - xã hội
Kinh tế của xã Hải Phúc khá đa dạng, gồm nông nghiệp (trồng lúa), đánh bắt và nuôi thủy hải sản.
Xã Hải Phúc tổ chức duy trì thường xuyên công tác dọn vệ sinh môi trường ở các khu dân cư trong xã vào cuối tuần, vì thế môi trường luôn được đảm bảo.
Xã có Chợ Hà Lạn, chợ Chùa và chợ đa hốc là nơi mua sắm của mọi người dân trong xã.
Y tế: Xã có một Trạm xá phục vụ khám chữa bệnh của người dân.
Giáo dục: Xã Hải Phúc có 1 trường THCS,1 trường tiểu học và 2 trường mần non.

## Văn hóa
Tôn giáo: Phật giáo và thiên chúa giáo, có 2 nhà thờ và 2 chùa: chùa Hà Lạn và chùa Đào Am Trong đó chùa Hà Lạn là di tích lịch sử cấp quốc gia.

## Giao thông
Xã Hải Phúc có sông lớn cấp tỉnh là Sông Sò và nhiều hệ thống sông tưới tiêu. Giao thông đường bộ gồm Quốc lộ 37B và tuyến đường Xuyên Việt ven biển. Đây là địa phương có dự án tuyến bộ ven biển đi qua.